# Stazione di Bragno
Stazione di Bragno vasútállomás Olaszországban, Cairo Montenotte település Bragno frazionéjában.

## Vasútvonalak
Az állomást az alábbi vasútvonalak érintik:
- Torino-Fossano-Savona-vasútvonal

## Kapcsolódó állomások
A vasútállomáshoz az alábbi állomások vannak a legközelebb:
- Stazione di Ferrania
- Stazione di San Giuseppe di Cairo